# Fiestas de la Paruela (Bagüés)
Las fiestas de la Paruela son las fiestas mayores de Bagüés (Zaragoza). Se celebran en honor a la Virgen de la Paruela y tienen lugar los días alrededor del 15 de agosto, día principal, en el que se celebra la festividad de la Paruela, con su tradicional romería a la Ermita.

## Fiestas
Las fiestas en honor a la Virgen de la Paruela son las fiestas mayores de Bagüés, duran aproximadamente una semana y se celebran alrededor del día de la Virgen, el día 15 de agosto. Durante estos días, los vecinos celebran dus días mayores con espectáculos, pasacalles, actividades y numerosos actos que atraen a vecinos del pueblo y visitantes de otras localidades.  
Las fiestas son organizadas por el Ayuntamiento de Bagüés con la colaboración de la Comarca Cinco Villas y distintas organizaciones como las asociaciones de la Paruela y Amigos de Bagüés.

## Actos religiosos

### Romería a la Ermita de la Paruela
La romería se celebra el día 15 de agosto. En este día se hace una multitudinaria romería a la ermita de la Virgen de la Paruela con ofrendas florales incluidas, y en la ermita se hace también una misa mayor en honor a la Virgen, celebrada por el sacerdote de Bagüés. Es un día en al que acude gente de distintas localidades. Los vecinos y visitantes acuden a la ermita de distintas formas. 
A primera hora de la mañana sale el grupo de caminantes desde la plaza del pueblo hasta la ermita, a 4 kilómetros. 

### Misa Baturra
Uno de los días de las fiestas se celebra la Misa Rociera en la Iglesia de los Santos Julián y Basilisa, con jotas interpretadas por la Coral Doña Sancha. La misa es celebrada por el obispo, Julián Ruiz Martorell y los sacerdotes del pueblo de Bagüés. 

## Otras celebraciones

### Comida popular
El día 15 de agosto, tras la romería a la ermita de la Paruela y después de un rato de ambiente y animación en la zona más importante del pueblo, se celebra la comida popular en la carpa de fiestas en el frontón del pueblo. La comida es preparada por un catering de alta cocina. El día es amenizado también con jotas aragonesas.
Durante el resto de la tarde del 15 de agosto el pueblo es animado con espectáculos de calle y animación por las calles de la localidad. 

### Vino español y verbena
La última noche se celebra una cena multitudinaria ofrecida por el Ayuntamiento de Bagüés y preparada por un catering de alta cocina, la noche es animada por una orquesta y durante el descanso, se juega un bingo, cuando acaba la orquesta.

## Actividades y espectáculos
Durante los días de fiestas se celebran además de los actos tradicionales, numerosos actos o espectáculos de teatro, música, etc, con grupos de teatro como Los Navegantes, compañía teatral, la coral Doña Sancha o grupos musicales y dúos de orquesta. También son habituales las actividades gastronómicas de la villa, con cocina tradicional y actividades como la recuperación de memoria fotográfica, además de talleres de manualidades, talleres familiares, etc.